# Les... borgnes sont rois
Les... borgnes sont rois é um filme de drama em curta-metragem francês de 1974 dirigido e escrito por Michel Leroy e Edmond Séchan. Venceu o Oscar de melhor curta-metragem em live action na edição de 1975.

## Elenco
- Paul Préboist - Leon